# ويندي فرو
ويندي فرو (بالإنجليزية: Wendy Frew)‏ هي لاعبة كرة الشبكة نيوزيلندية، ولدت في 15 أكتوبر 1984.